# فهرست وابسته‌های دیپلماتیک کاستاریکا

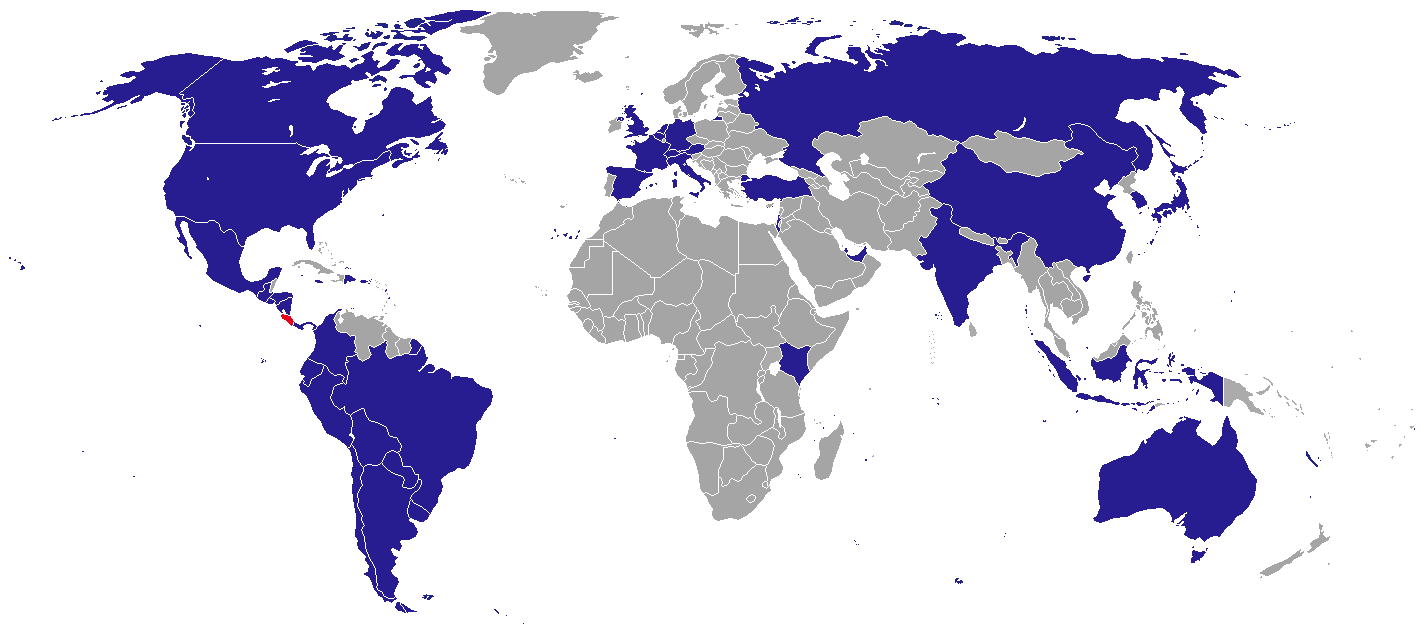
نقشه کشورهای دربردارنده سفارت کاستاریکا

فهرست سفارت‌های کاستاریکا، فهرستی از مراکز سفارتخانه و کنسولگری کشور کاستاریکا در سراسر جهان است. کاستاریکا یکی از توسعه یافته‌ترین کشورهای آمریکای لاتین است. این کشور روابط دیپلماتیک متوسطی در جهان دارد. کاستاریکا در خاورمیانه، روابط دیپلماتیک بالایی با اسرائیل دارد.

## آمریکا

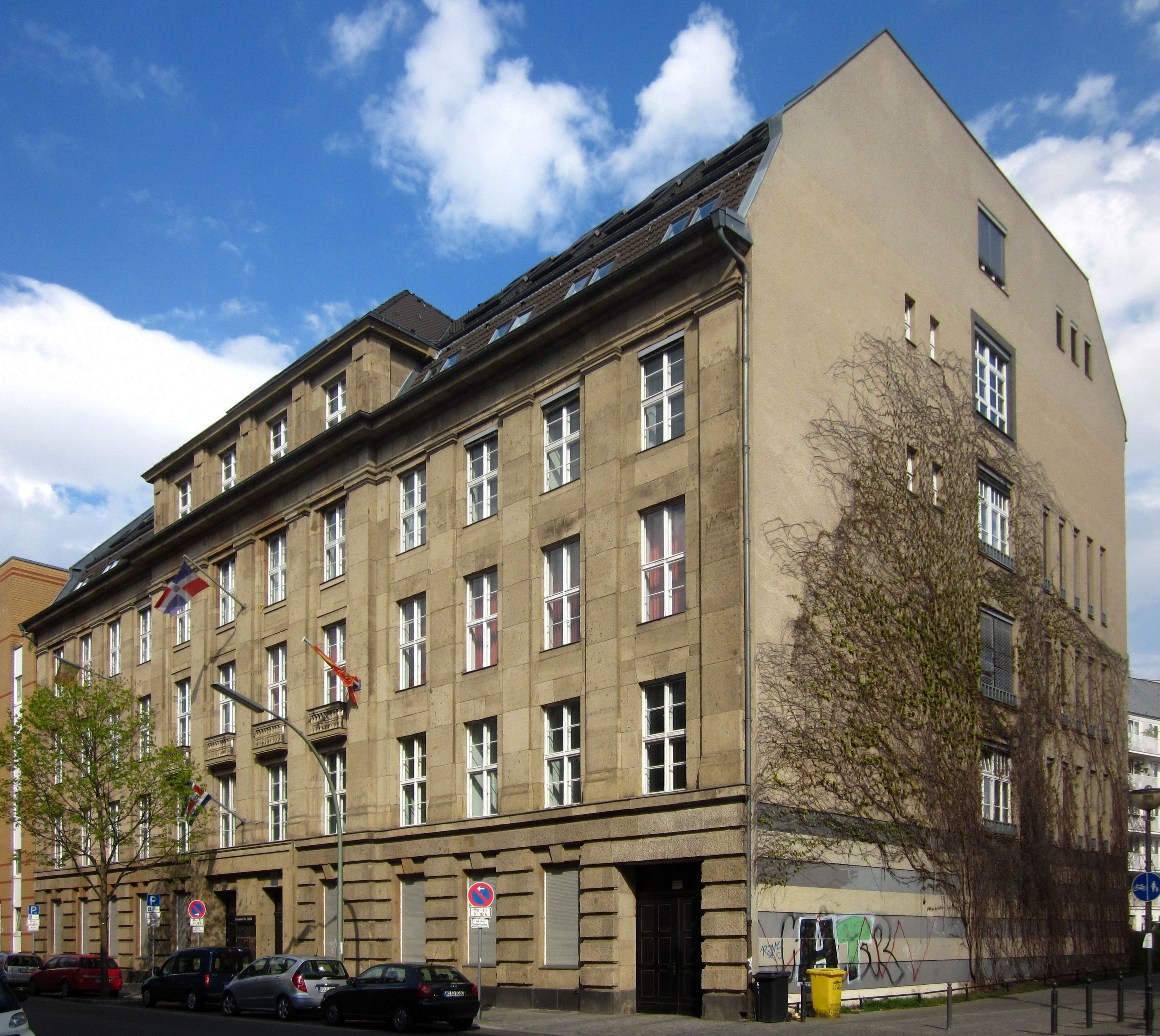
سفارت کاستاریکا در برلین

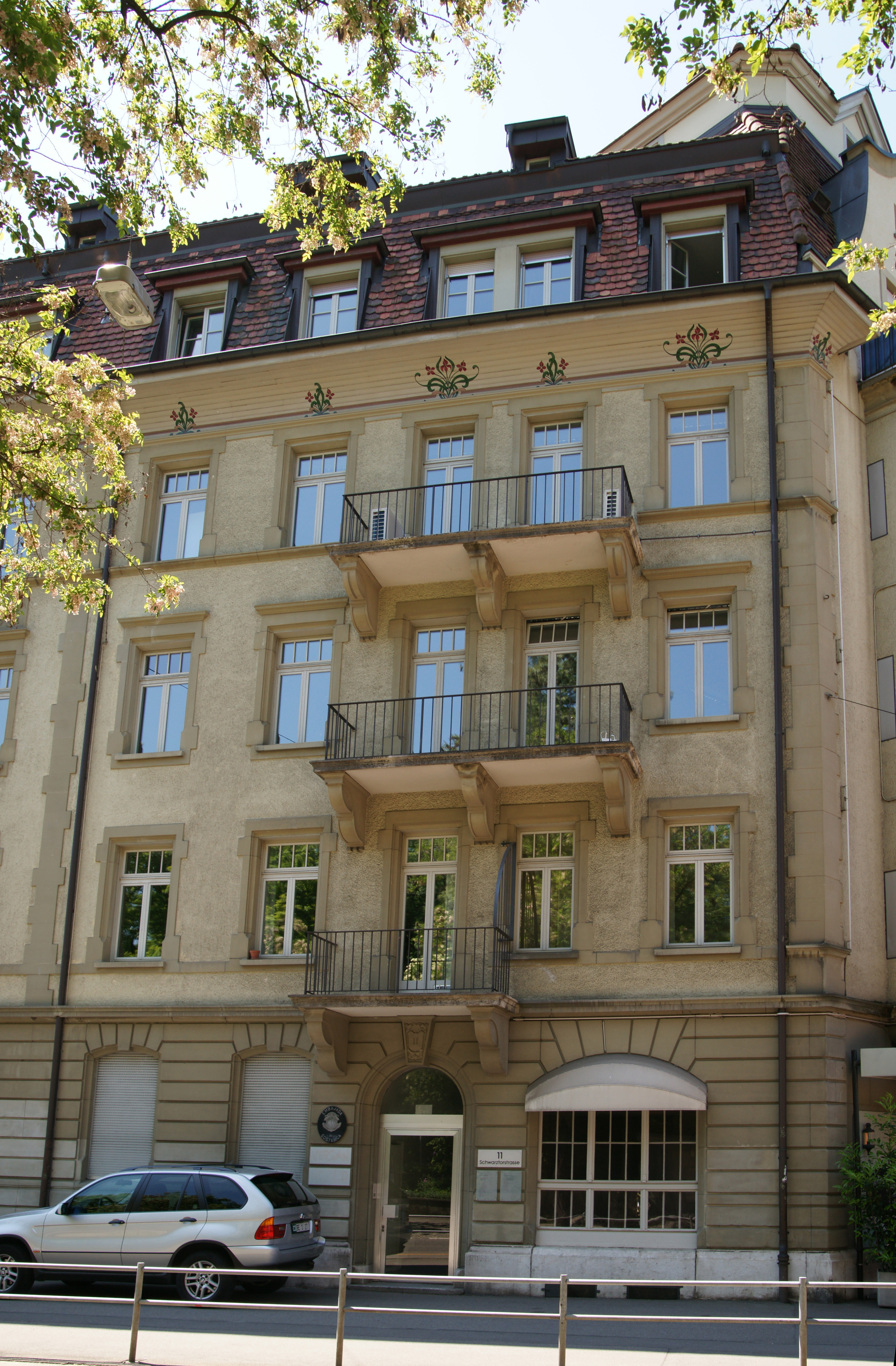
سفارت کاستاریکا در برن

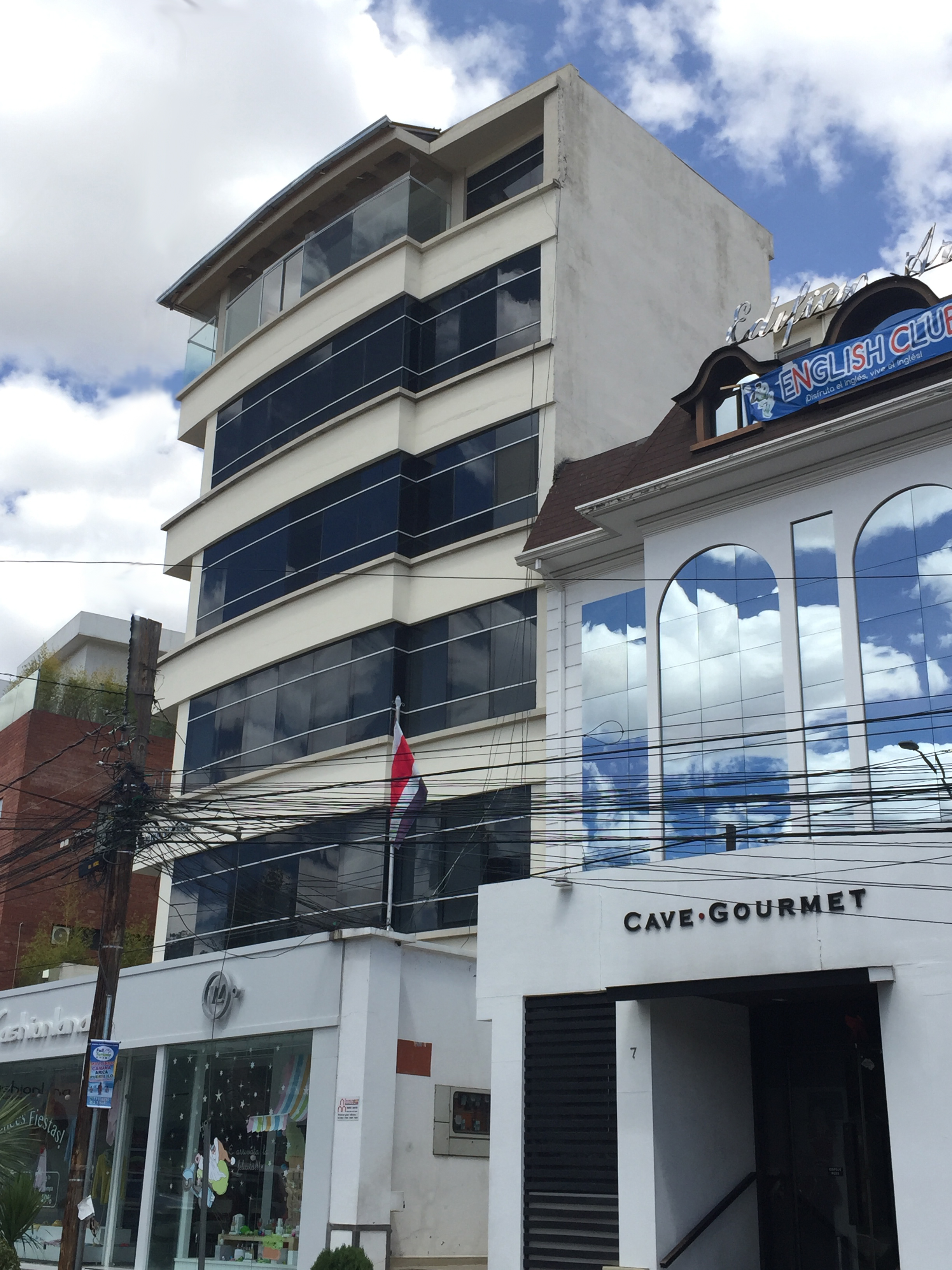
سفارت کاستاریکا در لاپاز

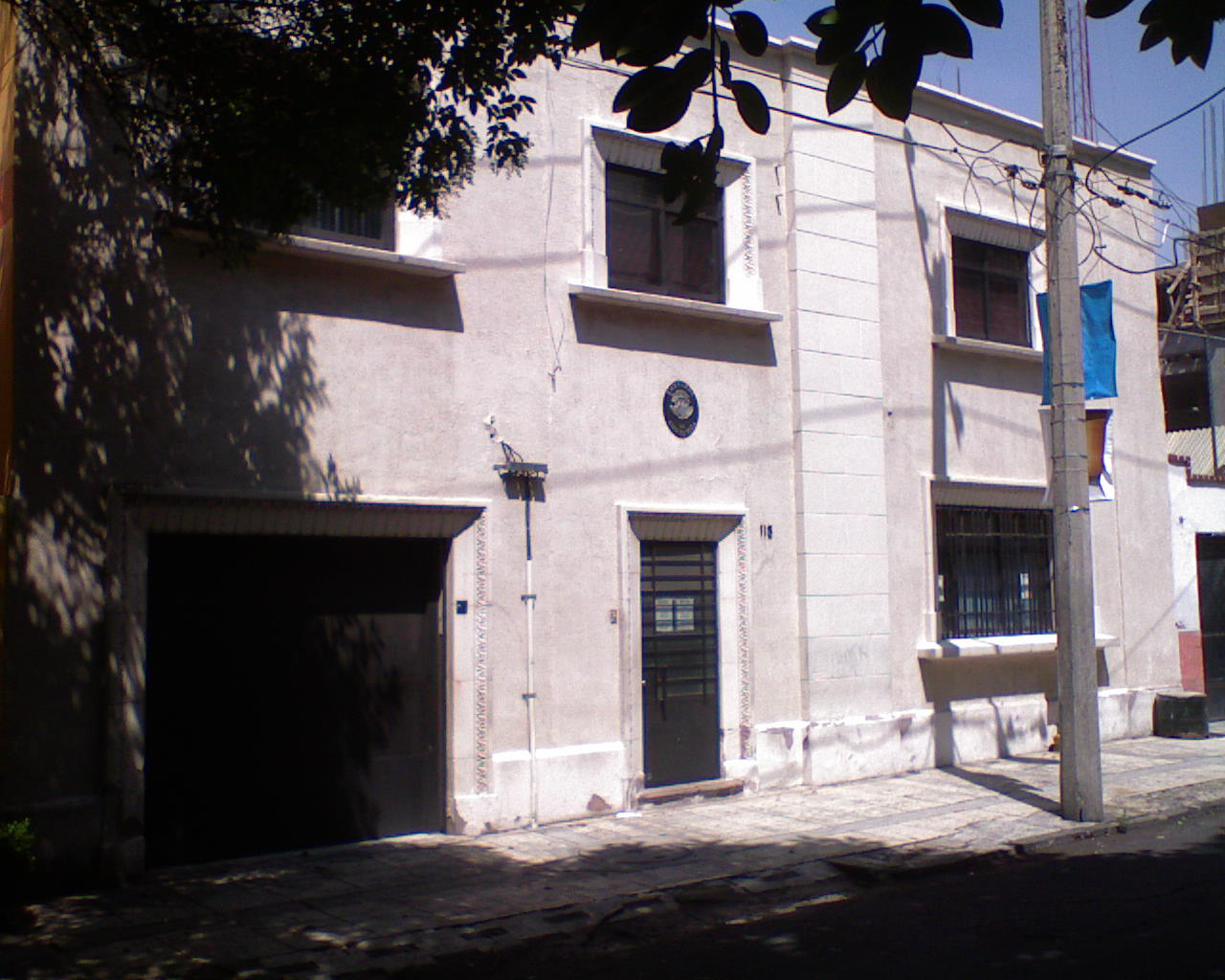
سفارت کاستاریکا در مکزیکو سیتی

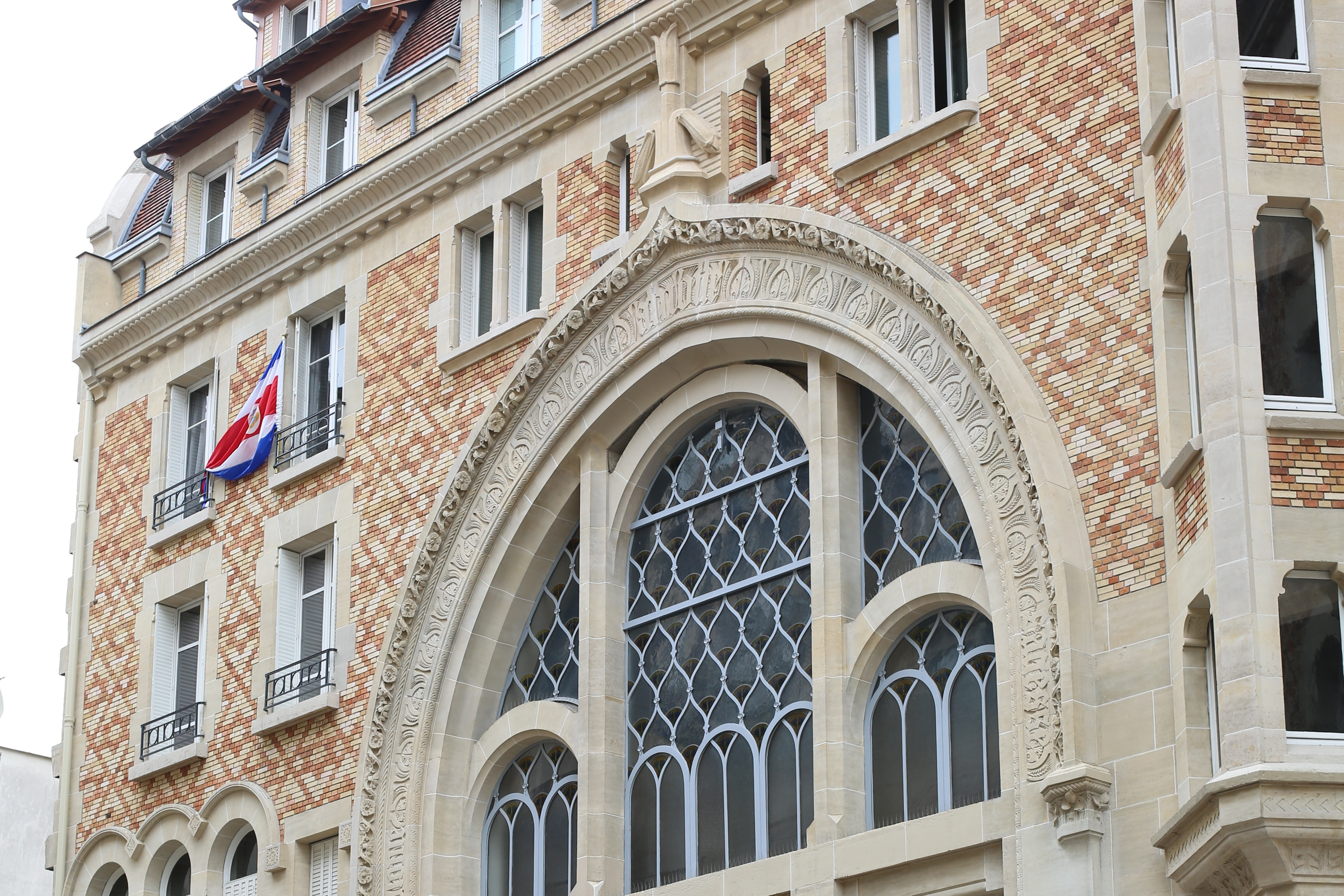
سفارت کاستاریکا در پاریس

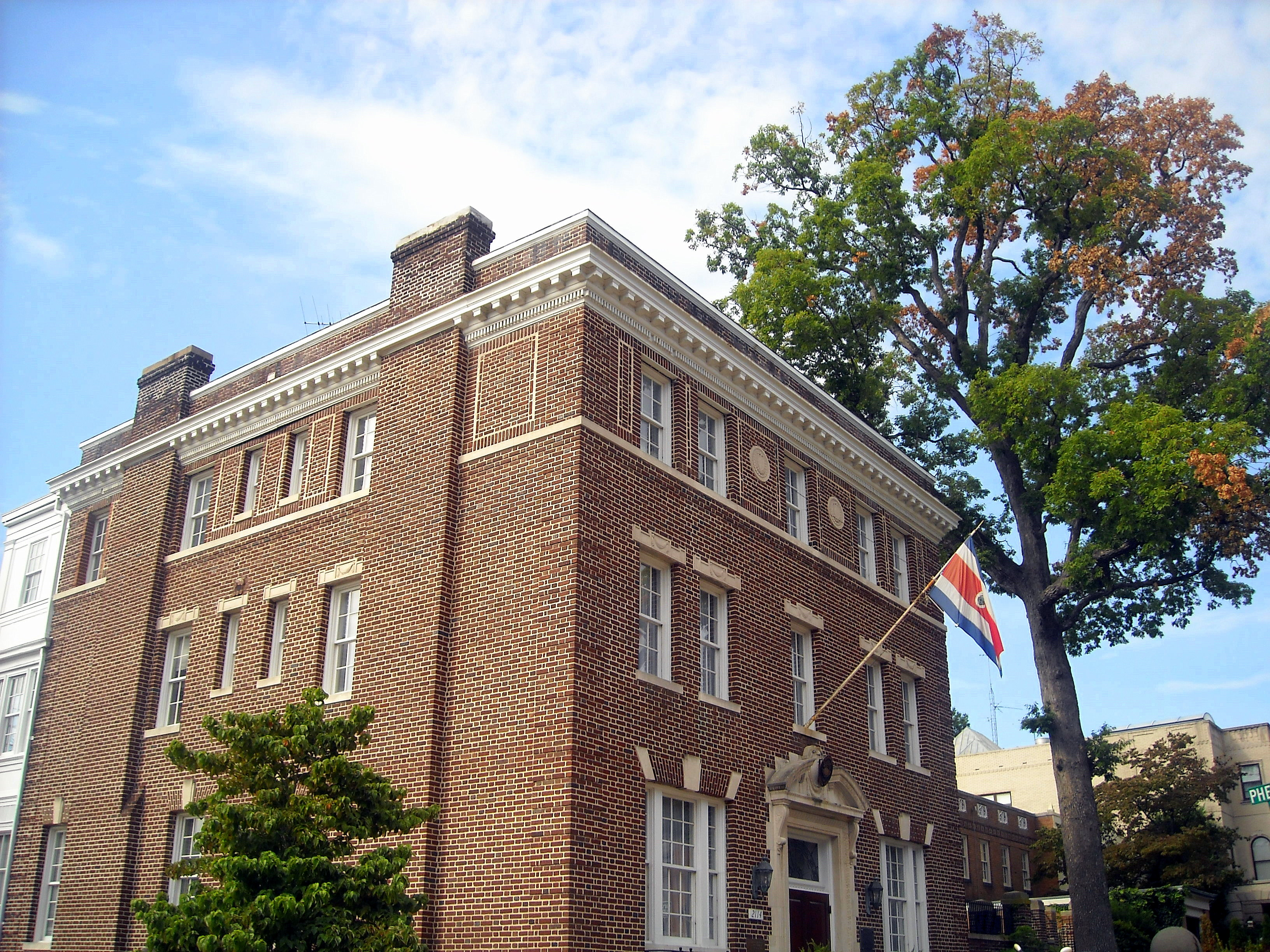
سفارت کاستاریکا در واشینگتن، دی سی

- آرژانتین
  - بوئنوس آیرس (سفارت)
- بلیز
  - بلموپان (سفارت)
- بولیوی
  - لاپاز (سفارت)
- برزیل
  - برازیلیا (سفارت)
- کانادا
  - اتاوا (سفارت)
  - تورنتو (سرکنسولگری)
- شیلی
  - سانتیاگو (سفارت)
- کلمبیا
  - بوگوتا (سفارت)
- کوبا
  - هاوانا (سفارت)
- جمهوری دومینیکن
  - سانتو دومینگو (سفارت)
- اکوادور
  - کیتو (سفارت)
- السالوادور
  - سان سالوادور (سفارت)
- گواتمالا
  - گواتمالاسیتی (سفارت)
- هندوراس
  - تگوسیگالپا (سفارت)
- جامائیکا
  - کینگستون (سفارت)
- مکزیک
  - مکزیکوسیتی (سفارت)
  - گوادالاخارا (سرکنسولگری)
- نیکاراگوئه
  - ماناگوئه (سفارت)
  - چیناندگا (کنسولگری)
- پاناما
  - پاناماسیتی (سفارت)
  - داوود (کنسولگری)
- پاراگوئه
  - آسونسیون (سفارت)
- پرو
  - لیما (سفارت)
- ترینیداد و توباگو
  - پرت آو اسپاین (سفارت)
- ایالات متحده آمریکا
  - واشینگتن دی سی (سفارت)
  - آتلانتا (سرکنسولگری)
  - شیکاگو (سرکنسولگری)
  - هوستون (سرکنسولگری)
  - لس آنجلس (سرکنسولگری)
  - میامی (سرکنسولگری)
  - نیویورک (سرکنسولگری)
  - سان خوآن (سرکنسولگری)
- اروگوئه
  - مونته ویدئو (سفارت)
- ونزوئلا
  - کاراکاس (سفارت)

## آسیا
- چین
  - پکن (سفارت)
- هند
  - دهلی نو (سفارت)
- اسرائیل
  - تل آویو (سفارت)
- ژاپن
  - توکیو (سفارت)
- کره جنوبی
  - سئول (سفارت)
- امارات متحده عربی
  - دبی (سفارت)
- سنگاپور
  - سنگاپور (سفارت)
- ترکیه
  - آنکارا (سفارت)

## اروپا
- اتریش
  - وین (سفارت)
- بلژیک
  - بروکسل (سفارت)
- جمهوری چک
  - پراگ (سفارت)
- فرانسه
  - پاریس (سفارت)
- آلمان
  - برلین (سفارت)
- سریر مقدس
  - واتیکان (سفارت)
- ایتالیا
  - رم (سفارت)
- هلند
  - لاهه (سفارت)
- روسیه
  - مسکو (سفارت)
- اسپانیا
  - مادرید (سفارت)
- سوئیس
  - برن (سفارت)
- بریتانیا
  - لندن (سفارت)

## اقیانوسیه
- استرالیا
  - سیدنی (سرکنسولگری)

## سازمان‌های چندجانبه
- ژنو (مأموریت دائمی به سازمان ملل متحد و دیگر سازمان‌های بین‌المللی)
- نیویورک (مأموریت دائمی به سازمان ملل متحد)
- واشینگتن، دی.سی. (مأموریت دائمی به سازمان کشورهای آمریکایی)